# Jasmine Richards
Jasmine Richards (* 28. Juni 1990 in Scarborough, Ontario) ist eine kanadische Schauspielerin.

## Leben
Die Familie von Richards zog ein Jahr nach ihrer Geburt nach Oakville in der kanadischen Provinz Ontario. Drei Jahre später wurde sie von ihrem Vater verlassen. Richards lehnte es ab, eine Kunstschule zu besuchen, weil sie nach ihrer eigenen Aussage ein normales Leben führen wollte.
Die Schauspielerin debütierte in einer Folge der kanadischen Fernsehserie Timeblazers aus dem Jahr 2003. In den Jahren 2005 bis 2007 war sie in 57 Folgen der Fernsehserie Einfach Sadie! zu sehen. 2008 war sie in der Musikkomödie Camp Rock neben Demi Lovato, den Jonas Brothers und Meaghan Jette Martin zu sehen. Ihr Gesangspart wurde dabei aber von Renee Sandstrom übernommen. Außerdem trat sie in einigen Folgen der Sendung Disney Channel Games aus dem Jahr 2008 auf. 2010 spielte sie dann in der Fortsetzung Camp Rock 2: The Final Jam wieder ihre Rolle aus dem ersten Teil.

## Filmografie (Auswahl)
- 2005: Devotion
- 2005–2007: Einfach Sadie! (Naturally, Sadie, Fernsehserie)
- 2008: Prinzessin Ithaka (Princess)
- 2008–2010: Jared ’Coop’ Cooper – Highschoolanwalt (Overruled, Fernsehserie)
- 2009: High School Musical
- 2008: Camp Rock
- 2010: Camp Rock 2: The Final Jam
- 2011–2012: RedaKai (Fernsehserie, Stimme)
- 2013: Bomb Girls (Fernsehserie)